# Encarna Sant-Celoni i Verger
Encarna Sant-Celoni i Verger (o també Encarna Sansaloni Verger i Encarna Sansaloni Vercher) (Tavernes de la Valldigna, la Safor, 1 d'agost de 1959) és una escriptora i traductora valenciana.
El 1983 va guanyar el premi Ciutat de Cullera, amb Dotze contes i una nota necrològica, i el 1985 el premi Joanot Martorell de Gandia, amb la novel·la Siamangorina. És membre de l'Associació d'Escriptors en Llengua Catalana i ha traduït, entre d'altres, Els mil i un quarts d'hora, de Thomas-Simon Gueullette (Palma: Moll, 2008), i Ifis i Iante, d'Isaac de Benserade (Martorell: adesiara, 2024), i cotraduït del danés, amb Anne Marie Dinesen, l'antologia Poemes-Digte, de Tove Ditlevsen (Alfons el Magnànim, 1994); de l'àrab, amb Margarida Castells, el recull Perles de la nit. Poetes andalusines (adesiara editorial, 2013), i de l'anglés, amb Isabel Robles, Vint-i-un poemes d'amor, d'Adrienne Rich (València: PUV, 2019).
L'any 2004 obtingué el Premi Vila de Puçol pel recull de contes Guarda't dels jocs del destí (Brosquil Edicions), i el 2008 va publicar l'antologia Eròtiques i despentinades. Un recorregut de cent anys per la poesia catalana amb veu de dona, amb il·lustracions de Maria Montes (Tarragona: Arola).
També és coautora de dos llibres de llengua: Reciclatge (València: Tres i Quatre, 1992) i Accent greu (València: Tabarca, 2000). És col·laboradora del Diari La Veu i, a més de col·laborar en diverses revistes i publicacions, ha participat en lectures i recitals, arreu dels territoris de parla catalana.

## Obra[10]
Novel·la
- 1986: Siamangorina. Gandia: Ajuntament de Gandia[5] (Premi Joanot Martorell de Narrativa, 1985). Reeditada el 2018 amb el nom de Vestals de Roma.
- 2003 i 2009: Al cor, la quimereta. València: Tabarca.[5]
- 2014: Milonga de tardor. Badalona: Òmicron.[8]
- 2018: Vestals de Roma. Lleida: Pagès.[5]

Poesia
- 1989: Sénia de petits vicis. València: La Forest d'Arana.[8]
- 1991: Arran de pantomima. València: Amós Belinchon.[8]
- 1996: Dèria i fal·lera. València: La Forest d'Arana.[8]
- 2002: Sediments d'albaïna i maregassa. València: Brosquil Edicions.[8]

Narrativa
- 1985: Dotze contes i una nota necrològica. València: El Cingle[5] (Premi de Narrativa Vila de Puçol 2004).
- 2005: Guarda't dels jocs del destí. València: Brosquil Edicions, València.[5]
- 2020: Contes de la Gran Tartària i de més enllà. València: Scito Edicions.[11]